# Gare de Vernante
La gare de Vernante est une gare ferroviaire italienne de la ligne de Coni à Vintimille (ligne dont la voie est établie en France ou en Italie suivant les sections), située à proximité du centre ville sur le territoire de la commune de Vernante, dans la Province de Coni en Piémont.
C'est une gare Trenitalia desservie par les trains voyageurs circulant sur la ligne. 

## Situation ferroviaire
Établie à 785 mètres d'altitude, la gare de Vernante est située au point kilométrique (PK) 22,969 de la ligne de Coni à Vintimille, entre les gares de Robilante et de Limone.

## Histoire
La station de Vernante est mise en service le 1er novembre 1889.
L'ancienne halle à marchandises est détruite entre août 2011 et septembre 2014.

## Service des voyageurs

### Accueil
Elle dispose d'un bâtiment voyageurs, avec notamment une salle d'attente et un automate pour l'achat de titres de transport.

### Desserte
Vernante est desservie par des trains Trenitalia sur les relations Coni - Vintimille et Fossano - Limone.

### Intermodalité
Un parking pour les véhicules y est aménagé.
Elle est desservie par des bus urbains.